# Glaucolepis magna
Glaucolepis magna is een vlinder van de familie van de dwergmineermotten (Nepticulidae). De wetenschappelijke naam is voor het eerst voorgesteld als Trifurcula magna door de broers Zdeněk Laštůvka en Aleš Laštůvka in een publicatie uit 1997.
De soort komt voor in Frankrijk, Slowakije, Hongarije en Kroatië.